# Metazygia sendero
Metazygia sendero är en spindelart som beskrevs av Levi 1995. Metazygia sendero ingår i släktet Metazygia och familjen hjulspindlar. Inga underarter finns listade i Catalogue of Life.